# DVD-Audio
Pour les articles homonymes, voir DVDA.
Pour un article plus général, voir DVD.
Un DVD-Audio (communément appelé  DVD-A) est un format numérique qui permet de stocker un contenu audio de très haute fidélité sur un DVD. DVD-Audio n'est pas conçu pour être un format vidéo, et ne doit pas être confondu avec le DVD-Vidéo qui sert de support pour les concerts ou des vidéoclips. Les premiers DVD-A ont fait leur apparition en 2000.

Le DVD-Audio et le Super Audio CD (SACD), un autre format audio haute-fidélité, se font mutuellement concurrence. En 2009, aucun des deux formats ne s'est imposé sur le marché, bien qu'en quantité le SACD reste majoritaire. Étant donné que certains lecteurs permettent la lecture des deux formats, ceux-ci semblent cependant destinés à coexister encore longtemps.

## Aspects commerciaux
Le DVD-Audio a très peu percé, pour plusieurs raisons :
- il est apparu en concurrence avec le Super Audio CD. Les deux formats proposant à peu près les mêmes avantages, les consommateurs comme les industriels hésitent entre les deux formats
- il implique un renouvellement du matériel pour bénéficier du son multicanal[1], le rendant ainsi plus onéreux que pour la simple stéréophonie. De plus, pour bénéficier pleinement du « son spatial », une installation « pointue » du matériel est nécessaire, quand il ne faut pas radicalement modifier la salle d'écoute. Précisons qu'il ne faut pas confondre le DVD-Audio, dont le son est codé en PCM, avec le DVD-Vidéo de musique, qui a été créé pour être lisible par les appareils non compatibles DVD-Audio, et n'est pas un support comparable aux CD et SA-CD en ce sens qu'il ajoute la composante image, réduisant de ce fait l'espace de données nécessaire au format PCM au-delà d'un échantillonnage/quantification de 48 kHz/16 bits en stéréo. Cela oblige à compresser les données audio en Dolby Digital, MPEG ou DTS, ce qui n'est pas toujours recherché par l'auditeur, en particulier de musique classique ;
- il est fortement à contre-courant de la tendance récente ; loin d'exiger de la musique de plus haute qualité, limitée aux lecteurs de disques, les consommateurs ont durant la décennie 2000 privilégié les lecteurs portables bien plus petits que les disques eux-mêmes, utilisant de la musique compressée avec perte depuis les CD (le plus souvent en MP3).

## Perception auditive
La supériorité attendue en qualité sonore doit être relativisée : la qualité CD avait été définie en se basant sur des critères précis d'audition. Par exemple, l'amplitude codée sur 16 bits permet à la fois de coder le plus bas niveau de son audible et le maximum autorisé pour un baladeur par les normes sanitaires. Quant aux formats de compression à perte, ils reposent sur une sélection des effets réellement audibles. Des recherches publiées en 2004 n'ont ainsi montré aucune différence détectable entre la qualité audio de DVD-A et de SACD. Par la suite, d'autres recherches ont montré que les différences de perception de la qualité du son des SACD et des CD n'étaient pas significatives.         
Pour autant, de nouvelles publications scientifiques ont conduit à des évaluations plus positives des potentialités du format. Une méta-analyse publiée en 2016 établit ainsi que des auditeurs entraînés étaient en mesure de distinguer, de manière statistiquement significative, les contenus audio de haute résolution des autres contenus.         
Ces résultats peuvent être dus à un "effet hypersonique" identifié en 2000: les hautes fréquences, même si elles ne sont pas entendues lorsqu'elles sont diffusées isolément, peuvent améliorer la perception de contenus musicaux,.